# Seconda declinazione latina
La seconda declinazione della lingua latina comprende sostantivi per lo più maschili e neutri caratterizzati dalla vocale tematica ŏ e dall'uscita in -i del genitivo singolare.
La seconda declinazione può essere riassunta in tre gruppi fondamentali, a seconda della terminazione del nominativo singolare: sostantivi maschili e femminili in -us, sostantivi maschili in -er o -ir e sostantivi neutri in -um.

## Nomi maschili e femminili in-us
Comprende sostantivi di genere maschile o femminile (vedi sotto per un elenco). I nomi in -us della seconda declinazione sono gli unici, salvo rare eccezioni, ad avere il vocativo singolare diverso dal nominativo (desinenza -e invece di -us). 
Qui è mostrata la flessione del sostantivo amicus, -i ("l'amico"). 
| Caso       | Singolare | Plurale  |
| ---------- | --------- | -------- |
| Nominativo | amīcŭs    | amīcī    |
| Genitivo   | amīcī     | amīcōrum |
| Dativo     | amīcō     | amīcīs   |
| Accusativo | amīcŭm    | amīcōs   |
| Vocativo   | amīcĕ     | amīcī    |
| Ablativo   | amīcō     | amīcīs   |

I sostantivi femminili più comuni sono: 
- alcuni nomi di piante come pōpŭlus, -i («il pioppo», da non confondere con pŏpŭlus, -i «il popolo»), cĕrăsus, -i («il ciliegio»), malus, -i («il melo»);
- nomi di regioni, città o isole, come Aegyptus, -i («Egitto»), Corinthus, -i («Corinto»), Cyprus, -i («Cipro»), Delus, -i («Delo»);
- alcuni nomi derivati dal greco: methodus, -i («il metodo»), periodus, -i («il periodo»), atomus, -i («l'atomo»);
- nomi comuni come alvus, -i («il ventre»), humus, -i («terra»), considerati femminili per la capacità di generare.

## Nomi maschili in-ere-ir
Comprende sostantivi maschili terminanti in -er, forma derivata dall'evoluzione della terminazione -erus in -ers ed infine -er. In questo gruppo rientrano anche i sostantivi in -ir, ovvero vir, viri, i suoi derivati e levir, leviri («il cognato»). Il vocativo dei sostantivi del gruppo è uguale al nominativo.
I sostantivi di questo gruppo possono essere apofonici, cioè perdere la e della terminazione in -er e avere così il genitivo singolare in -ri (ad esempio magister, -tri), oppure non apofonici, cioè conservare la e (come in puer, -eri). I sostantivi in -ir conservano sempre la i.
È qui riportata la flessione del sostantivo magister, -tri («il maestro»), tema che perde la e al genitivo e negli altri casi singolari e plurali, vocativo singolare escluso.
| Caso       | Singolare | Plurale     |
| ---------- | --------- | ----------- |
| Nominativo | magistĕr  | magistrī    |
| Genitivo   | magistrī  | magistrōrum |
| Dativo     | magistrō  | magistrīs   |
| Accusativo | magistrŭm | magistrōs   |
| Vocativo   | magistĕr  | magistrī    |
| Ablativo   | magistrō  | magistrīs   |

Il sostantivo puer, -eri, di cui qui è riportata la flessione, conserva la e, analogamente a buona parte dei sostantivi del gruppo.
| Caso       | Singolare | Plurale  |
| ---------- | --------- | -------- |
| Nominativo | puĕr      | puĕrī    |
| Genitivo   | puĕrī     | puĕrōrum |
| Dativo     | puĕrō     | puĕrīs   |
| Accusativo | puĕrŭm    | puĕrōs   |
| Vocativo   | puĕr      | puĕrī    |
| Ablativo   | puĕrō     | puĕrīs   |

## Nomi neutri in-um
Comprende nomi di genere neutro caratterizzati dalla terminazione in -um del nominativo singolare, analoga agli altri casi retti del singolare, e dalla terminazione in -a dei casi retti del plurale, caratteristica comune a tutti i nomi e aggettivi neutri, indipendentemente dalla declinazione di appartenenza.
Di seguito è mostrata la flessione del sostantivo bellum, -i ("la guerra").
| Caso       | Singolare | Plurale  |
| ---------- | --------- | -------- |
| Nominativo | bellŭm    | bellă    |
| Genitivo   | bellī     | bellōrum |
| Dativo     | bellō     | bellīs   |
| Accusativo | bellŭm    | bellă    |
| Vocativo   | bellŭm    | bellă    |
| Ablativo   | bellō     | bellīs   |

Appartengono alla seconda declinazione, inoltre, tre nomi neutri che però hanno la terminazione in -us: pelagus, -i, n., «il mare»; virus, -i, n., «il veleno» e vulgus, -i, n., «il popolo». Da tenere presente che questi tre nomi sono singularia tantum (cioè si declinano solo al singolare); al plurale vengono usati dei sinonimi (mare, populus...). Virus infine viene sostituito con il sinonimo venēnum, -i nei casi obliqui (genitivo, dativo e ablativo).

## Particolarità

### Particolarità del sostantivo
- I sostantivi terminanti in -ĭus e in -ĭum possono terminare in -ī al genitivo singolare, oltre che regolarmente in ĭī.

1. Vergilĭus, m., «Virgilio»
2. Aemilĭus, m., «Emilio»
3. negōtĭum, n., «lavoro, attività»
4. ōtĭum, n., «tempo libero»
5. filĭus, m., «figlio»

gen. sing. Vergil-ĭī/Vergil-ī; 

gen. sing. Aemil-ĭī/Aemil-ī; 

gen. sing. negot-ĭī/negot-ī; 

gen. sing. ot-ĭī/ot-ī; 

gen. sing. fil-ĭī/fil-ī. 

Nel caso di questa fusione delle ultime due sillabe occorre fare molta attenzione alla nuova sillabazione, e quindi alla nuova accentazione: ad esempio, Ver-gi-lĭ-ī sarà accentato Vergìlii, mentre Ver-gĭ-lī sarà accentato Vèrgilī perché la nuova penultima (-gĭ-) è breve; lo stesso per Ae-mĭ-lĭ-ī (Aemìliī) e Ae-mĭ-lī (Àemilī), ne-gō-tĭ-ī (negòtiī) e ne-gō-tī (negòtī: la penultima è lunga), eccetera.
- Alcuni nomi propri e alcuni sostantivi in -ĭus hanno il vocativo singolare uscente in -ī:

1. Mercurius, m., «Mercurio»
2. Marius, m., «Mario»
3. genius, m., «genio»
4. filius, m., «figlio»

voc. sing. Mercŭr-ī; 

voc. sing. Mar-ī; 

voc. sing. gen-ī; 

voc. sing. fil-ī. 

Note: Darīus (con la -i- lunga e quindi accentata, «Dario») al vocativo singolare esce regolarmente in Darīe; ha inoltre il vocativo singolare in -i anche l'aggettivo meus, «mio», nella forma del maschile mī (esempio: filī mī, «o figlio mio»).

- Alcuni sostantivi, tra cui vir, m., «l'uomo» e i suoi composti, nomi di popoli, nomi di monete e misure e altri sostantivi possono terminare in -um al genitivo plurale.

1. vir, m., «l'uomo»
2. triumvir, -viri, m., «il triumviro»
3. decemvir, -viri, m., «il decemviro»
4. sestertius, m., «la moneta»
5. modius, m., «il moggio»
6. talentum, n., «il talento»
7. deus, m., «il dio», «la divinità»
8. faber, fabri, m., «il fabbro» (o più generalmente «l'operaio»)
9. Danai, m. plur, «i Danai», «i Greci»

gen. plur. vir-orum/vir-um; 

gen. plur. triumvir-orum/triumvir-um; 

gen. plur. decemvir-orum/decemvir-um; 

gen. plur. sesterti-orum/sesterti-um; 

gen. plur. modi-orum/modi-um; 

gen. plur. talent-orum/talent-um; 

gen. plur. de-orum/de-um; 

gen. plur. fabr-orum/fabr-um; 

gen. plur. Dana-orum/Dana-um. 

- I tre sostantivi neutri pelagus, -i (il mare), virus, -i (il veleno) e vulgus, -i (il popolo) presentano le desinenze dei casi diretti del singolare in -us anziché in -um e non hanno plurale.

- Il sostantivo deus, -ī presenta una flessione particolare, nella quale convivono più forme di diversa epoca:

| Caso       | Singolare                   | Plurale                |
| ---------- | --------------------------- | ---------------------- |
| Nominativo | dĕus                        | dĕī (raro), dĭī, dī    |
| Genitivo   | dĕī                         | dĕōrum, dĕum           |
| Dativo     | deō                         | dĕīs (raro), dĭīs, dīs |
| Accusativo | deum                        | dĕōs                   |
| Vocativo   | dĕus, dīvĕ (solo in poesia) | dĕī (raro), dĭī, dī    |
| Ablativo   | deo                         | dĕīs (raro), dĭīs, dīs |

- Alcuni sostantivi presentano tracce del caso locativo, con terminazione in -ī. Si tratta di nomi di città, villaggio, piccola isola[1] come ad esempio in Brundisī ("a Brindisi", stato in luogo), oppure in particolari vocaboli come in humus, -ī (humī = "a terra") e bellum, -ī (come nell'espressione domī bellīque,nella sua variante arcaica domī duellique,ma anche domī militiaeque, traducibile con "in pace ed in guerra").

### Particolarità del numero
- Alla seconda declinazione appartengono alla categoria dei singulare tantum i seguenti nomi (oltre ai tre neutri particolari, sopracitati):

1. pontus, -i, m., «il mare»;
2. argentum, -i, n., «l'argento», «il denaro»;
3. aurum, -i, n., «l'oro»;
4. plumbum, -i, n., «il piombo».

- Appartengono invece alla categoria dei pluralia tantum i seguenti nomi (oltre liberi):

1. exta, -orum, n., «le viscere»;
2. infĕri, -orum, m., «gli dèi degli inferi»;
3. supĕri, -orum, m., «gli dèi supremi»;
4. Argi, -orum, m., «Argo»;
5. Delphi, -orum, m., «Delfi»;
6. Pompeii, -orum, m., «Pompei»;

1. spolia, -orum, n., «il bottino»;
2. Corioli, -orum, m., «Corioli»;
3. Arbela, -orum, n., «Arbela»;
4. Fasti, -orum, m., «Fasti, giorni dedicati a festività romane»;
5. arma, -orum, n., «le armi».

### Particolarità del numero e del significato
Alcuni termini hanno un significato diverso al singolare e al plurale:
- auxilium, -ii (o -i), n. («l'aiuto») → auxilia, -orum («le truppe ausiliarie»);
- bonum, -i, n., («il bene») → bona, -orum («i beni», «le sostanze»);
- castrum, -i, n., («il castello») → castra, -orum («l'accampamento militare»);
- impedimentum, -i, n. («l'ostacolo») → impedimenta, -orum ("bagagli dell'esercito");
- locus, -i, m. («il luogo») → loci, -orum («i passi, di un libro»), ma anche loca, -orum («i luoghi»).
- ludus, -i,f. («il gioco, la scuola») → ludi,-orum («le gare, gli spettacoli»).
- rostrum, -i,f. («il becco, il rostro della nave») → rostra,-orum («rostri (tribuna degli oratori nel foro)»).

### Particolarità nel genere
- Il sostantivo locus, m., «il luogo», come si è visto, presenta al plurale due diverse forme, una al maschile loci e una di genere neutro loca; la prima veniva usata per indicare i passi di un libro, la seconda per designare i luoghi in senso geografico.
- Anche il sostantivo iocus, m., «lo scherzo» ammetteva due plurali, ioci e ioca, senza differenza di significato.

### Sostantivi greci della seconda declinazione
Nei nomi greci della seconda declinazione, oltre alla desinenza latina, è spesso possibile trovare un'altra desinenza: quella greca. Ciò si verifica solo nel nominativo e accusativo singolare, con le uscite in -us/-os, e in -um/-on.
nom. Cypr-us/Cypr-os, f., «Cipro»
nom. Ili-um/Ili-on, n., «Ilio»
acc. Cypr-um/Cypr-on;
acc. Ili-um/Ili-on, n..